# 이사벨라섬
이사벨라섬(스페인어: Isabela Island)은 갈라파고스 군도에서 가장 큰 섬으로 면적은 4,640 km2이다. 갈라파고스 주의 이사벨라 칸톤으로 지정되어 있으며, 주도는 푸에르토비야밀이다.

## 개요
적도 바로 아래에 위치하고 있으며, 섬의 북부를 적도가 통과하고 있다. 갈라파고스 군도에서 적도 바로 아래에 있는 이 섬은 전용. 이사벨라 섬은 6개의 화산으로 구성되며, 가장 높은 곳은 북부에 있는 해발 1707m의 〈울프 산〉이다.
섬은 화산마다 고유 갈라파고스 땅거북이 서식하고 다른 동물로는 갈라파고스 펭귄, 갈라파고스 가마우지, 갈라파고스 육지 이구아나, 바다 이구아나, 갈라파고스 바다사자, 푸른발 부비, 갈색 펠리컨, 플라멩고, 갈라파고스 비둘기 등의 생물이 많이 살고 있다.

## 지리
가장 어린 섬 중에 하나로 이사벨라는 갈라파고스 핫스팟 근처에 군도의 서쪽 끝에 위치하고 있다. 약 1백만년 된 섬으로, 알세도, 세로 아줄, 다윈, 에콰도르, 시에라 네그라 그리고 울프, 이 여섯 개의 순상화산으로 인해 형성으로 되었다.
에콰도르 화산을 제외하고는 모두 활화산이며, 지구 상에서 가장 화산 활동이 활발한 곳 중 하나이다. 화산들 중 에콰도르 화산과 울프 화산(최고점 1,707m), 두 개는 적도 바로 위에 존재한다. 이 섬은 주로 우르비나 만(Urvina Bay)과 볼리바르 수로(Bolivar Channel)의 융기, 타구스 곶(Tagus Cove)의 응화암 화구, 세상에서 가장 활발한 화산활동을 하는 알세도와 시에라 네그라를 포함한 갈라파고스를 만들었던 지질 작용의 좋은 예로 알려져 왔다.

## 도시
갈라파고스 군도에서 세 번째로 인구(1,780명, 2006년 통계)가 많은 섬이다. 섬의 남동쪽에 있는 도시 푸에르토비야밀 주변에 집중되어 있다. 이름의 유래는 크리스토퍼 콜럼버스의 탐험을 후원했던 스페인 여왕 이사벨 1세의 이름에서 따왔다.

## 칸톤
갈라파고스주는 1973년 2월 18일에 대통령령에 의해 지정되었으며, 이사벨라 칸톤, 산크리스토발 칸톤, 산타크루즈 칸톤으로 나뉜 3개의 칸톤을 나뉜다. 그 중 이사벨라 칸톤은 다음의 섬들로 구성된다.
- 이사벨라섬
- 페르난디나섬
- 다윈섬(무인도)
- 울프섬(무인도)

이사벨라 칸톤의 주도는 푸에르토비야밀이며, 인구는 1,780명, 면적은 5,368km2이다.

## 사진

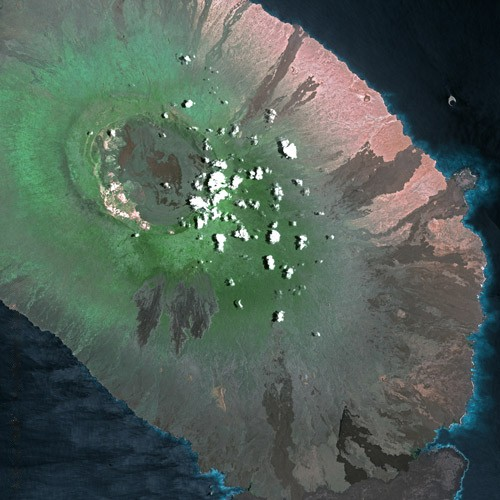
위성으로 본 이사벨라섬
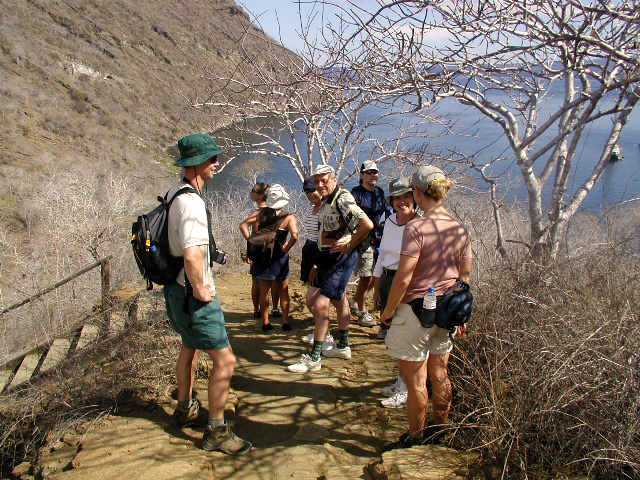
타구스 코브 등반
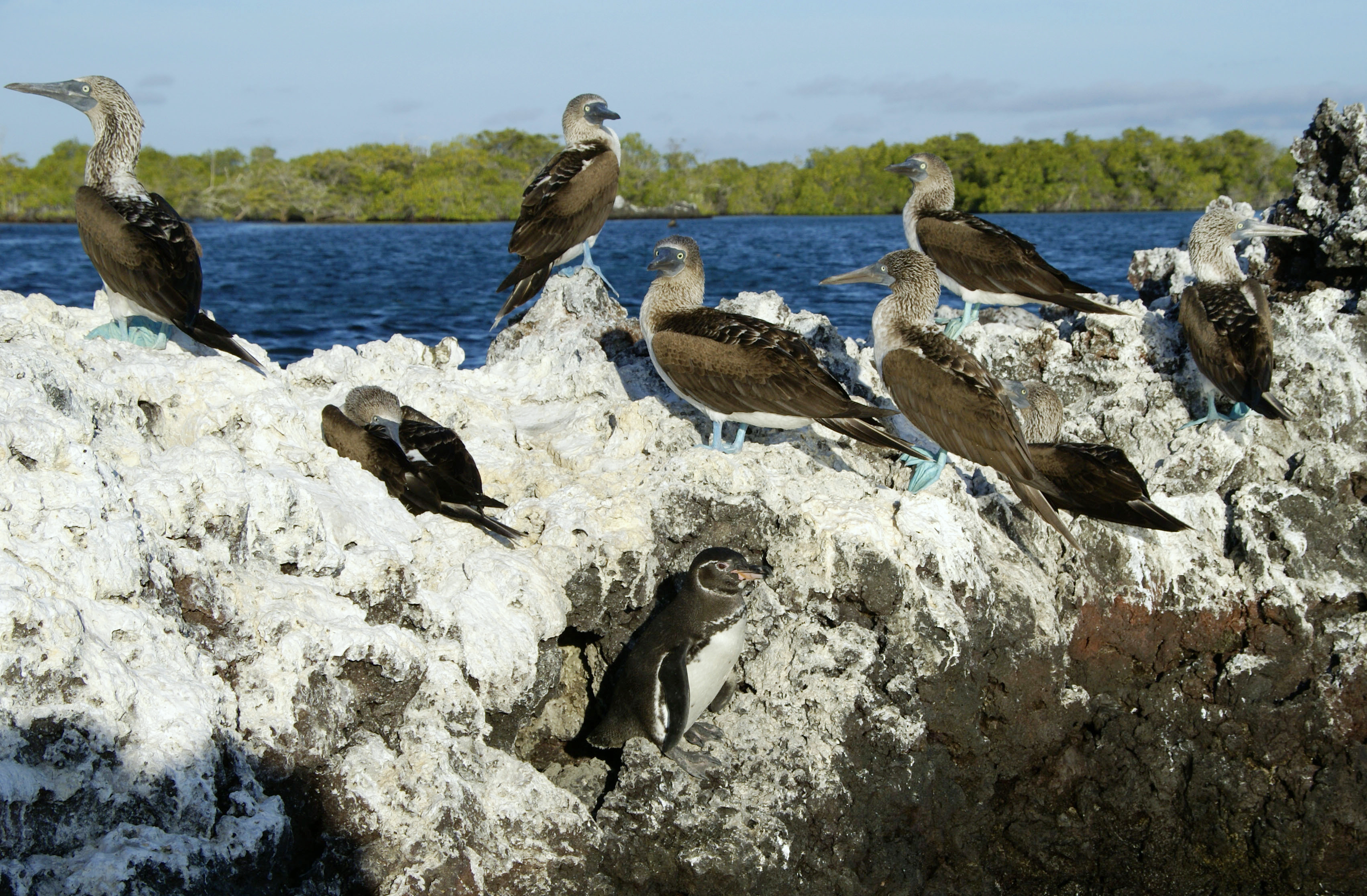
엘리자베스만의 푸른발 부비와 갈라파고스 펭귄